# Ecodrome
Expeditie Ecodrome Zwolle was een park in Zwolle waarin men natuur en cultuur kon ontdekken. Het park had verscheidene attracties zoals de moerasexpeditie met kano's, de Jungle Expeditie, Expeditie IJstijd en de Expeditie Tijdreis. Het park werd geëxploiteerd door Libéma. In 2024 is het paviljoen gesloopt om plaats te maken voor een parkeergarage.

## Geschiedenis

### Paviljoen
Het paviljoen van Expeditie Ecodrome was afkomstig van de Floriade van 1992 in Zoetermeer. Het paviljoen was daar in gebruik door het Ministerie van VROM als "Nationaal Milieupaviljoen Ecodrome". Na die Floriade werd het voor een symbolisch bedrag van één gulden beschikbaar gesteld aan een gemeente die er iets nuttigs mee kon doen. De gemeente Zwolle toonde belangstelling en heeft het enkele jaren later in Zwolle geplaatst en er een park omheen gemaakt.

### Joodse Begraafplaats
Op de plek waar zich nu het parkeerterrein van het Ecodrome bevindt, lag vroeger een Joodse begraafplaats. De graven zijn geruimd en de menselijke resten zijn herbegraven op de Joodse Begraafplaats aan de Kuyerhuislaan.

### Sluiting en verkoop
Eind november 2011 liet Expeditie Ecodrome Zwolle weten per 1 april 2012, in de toenmalige opzet, de deuren te sluiten. Dit was een direct gevolg van het feit dat gemeente Zwolle eerder dat jaar besloot de subsidie aan Expeditie Ecodrome in te trekken en te zoeken naar een (tijdelijke) bestemming. Op 19 februari 2014 opperden Riemens en Heethaar onder het motto "een baan voor iedereen" er een ijsbaan van te maken. In oktober 2014 werd het terrein van het Ecodrome verkocht aan Stichting Summercamp Heino.
Ecodrome heet nu 'TiZwolle', waartoe onder andere Dinoland Zwolle behoort.

## Expeditie Tijdreis
De Expeditie Tijdreis was een darkride en werd geopend in 2005. Zodoende was het een van de laatste toevoegingen aan het park. De attractie bevond zich in het grote paviljoen en bestond uit vijf kleinschalige scènes naar thema van het ontstaan van de aarde. Om het educatieve doel van de ride kracht bij te zetten werd de rit ondersteund door de stem van een verteller. De voertuigen, uitgevoerd als halve wereldbol, boden plaats voor maximaal zes personen. Ze waren van het type Multi Mover van ETF Ride Systems, wat Expeditie Tijdreis de eerste Trackless darkride van Nederland maakte.